# 聖羅克湖
31°22′41″S 64°28′10″W / 31.37806°S 64.46944°W

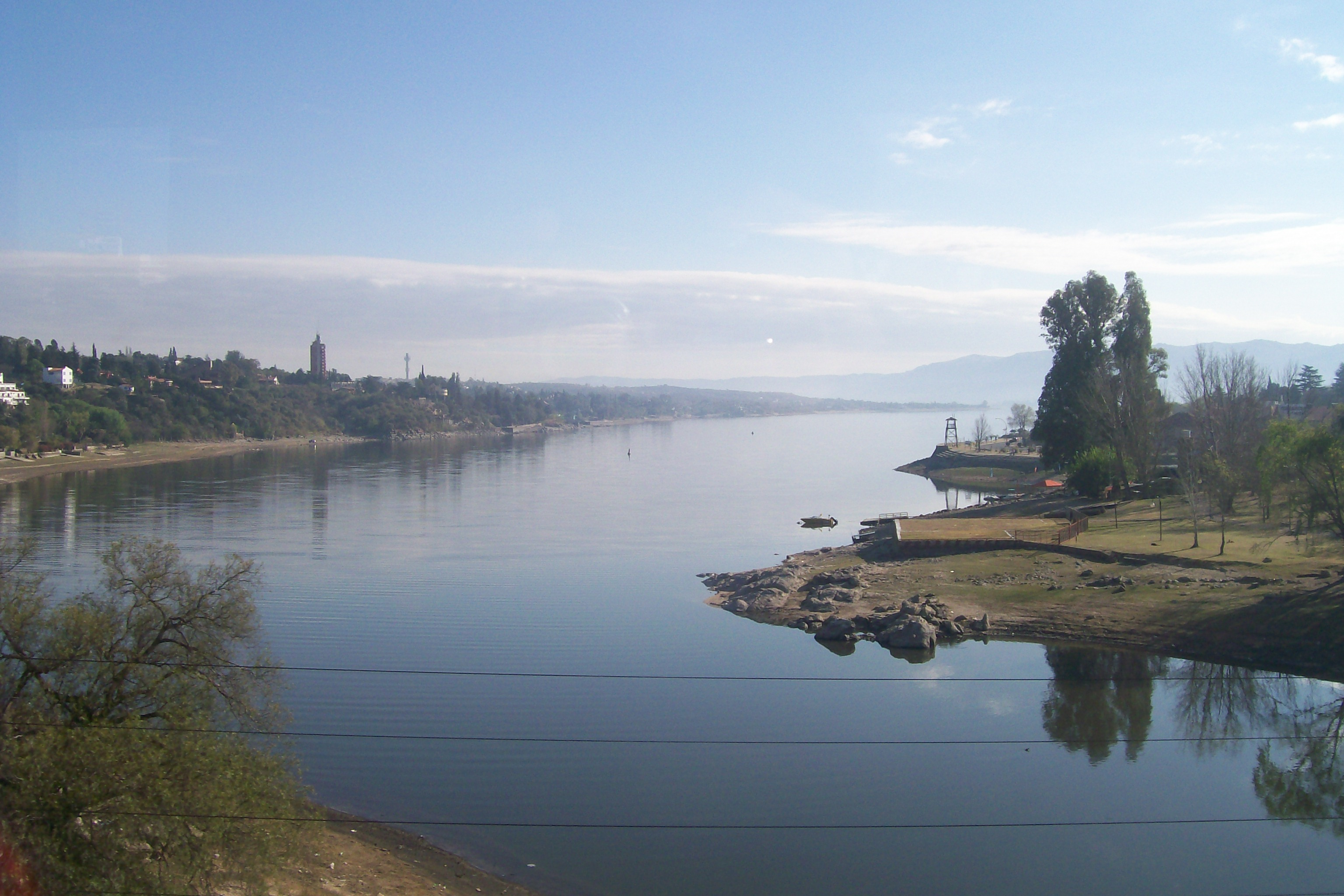
聖羅克湖

聖羅克湖（西班牙語：Dique San Roque）是阿根廷的水庫，位於該國中部，由科爾多瓦省負責管轄，距離首府科爾多瓦25公里，面積16平方公里，海拔高度643米，平均水深16米，蓄水量0.18立方公里。

## 外部連結
- Lago San Roque at the website of the National Atomic Energy Commission.
- Municipality of Bialet Massé — ¡El dique se viene! (history of the dam).